# Penske PC3
La  Penske PC3 fu una vettura di Formula 1  che venne utilizzata dalla scuderia statunitense nella prima parte della  stagione 1976.   Progettata da Geoff Ferris veniva spinta dal motore Ford Cosworth DFV, montato su una monoscocca di alluminio. Era dotata di cambio Hewland FG400 e pneumatici Goodyear.
Esordì nel Gran Premio del Brasile con un ottavo posto in griglia seguito da un abbandono in gara causato da un principio d'incendio, guidata da John Watson.
Ottenne un quinto posto (in Sudafrica),  sempre con John Watson.  Fu proprio nel Gran Premio di Kyalami che il nordirlandese ottenne il miglior risultato in prova, partendo terzo. Nella seconda parte della stagione venne sostituita dalla PC4. Venne impiegata ancora una volta dalla squadra F&S Properties con il pilota olandese Boy Hayje nel suo Gran Premio di casa. Qualificato 21º si ritirò per un guaio alla trasmissione
Nel 1977 la Penske abbandonò la Formula 1, ma la vettura venne iscritta dal pilota danese Jac Nellemann nel Gran Premio di Svezia e dal team Hexagon of Highgate nel Gran Premio di Gran Bretagna per il pilota britannico Derek Bell. In entrambi i casi i piloti non presero parte alle prove.